# Dobri dol
Dobri dol (bulgariska: Добри дол) är ett distrikt i Bulgarien.   Det ligger i kommunen Obsjtina Lom och regionen Montana, i den nordvästra delen av landet, 110 km norr om huvudstaden Sofia.
Trakten runt Dobri dol består till största delen av jordbruksmark. Runt Dobri dol är det ganska glesbefolkat, med 24 invånare per kvadratkilometer.